# Albert Corey
Albert-Louis Corey (* 16. April 1878 in Meursault, Frankreich; † 3. August 1926 in Paris) war ein aus Frankreich stammender Langstreckenläufer, der 1904 zwei olympische Medaillen gewann. Er änderte seinen Namen in Corey, nachdem er in die Vereinigten Staaten übergesiedelt hatte.

## Werdegang
Corey gehörte Anfang des 20. Jahrhunderts zu den bekannten Langstreckenläufern, dennoch ist nur wenig von seinem Leben in die heutige Zeit überliefert. Beispielhaft dafür ist die von einigen Sporthistorikern vertretene Auffassung, Corey hätte bereits bei den Olympischen Spielen 1900 in Paris am Marathonlauf teilgenommen. Ein Beweis für diese Behauptung existiert jedoch nicht. Erstmals tauchte der Name von Corey 1902 in den Listen des Langstreckenlaufs über 41,2 km von Achères nach Paris auf, an dem auch Michel Théato, der Olympiasieger von 1900 in Paris, teilnahm. Corey belegte den siebten Platz mit 3:12:55 Stunden und lag damit fast sechs Minuten und zwei Plätze vor Théato.
Corey verfügte zudem über Erfahrungen bei Läufen, die man in der heutigen Zeit als Ultramarathonläufe bezeichnet. Zeitungen aus jener Zeit berichten über Corey als Sieger mehrerer 24-Stunden-Läufe in Frankreich. Diese und andere ultralangen Läufe waren zu jener Zeit sehr beliebt. So auch der Lauf über 155 km von Saint-Malo/Paramé nach Rennes, den Corey 1902 in 16 Stunden 32 Minuten gewann.
1903 reiste Corey in die Vereinigten Staaten, wo er sich in Chicago niederließ. Zu jener Zeit fand dort und in weiteren großen Städten des Landes der Streik der Schlachter und Fleischer statt. Es war damals üblich, neuen Einwanderern einen Job als Streikbrecher zu vermitteln. Auch Corey erhielt so eine Arbeit als professioneller Streikbrecher. Seinen Namen änderte er in Corey, was der amerikanischen Konvention für seinen Geburtsnamen nahekam.
Seine läuferischen Fähigkeiten ermöglichten ihm die Mitgliedschaft in der Chicago Athletic Association. Diese entsandte ihn zu den Olympischen Spielen 1904 in St. Louis. Coreys erster Wettbewerb war der Marathonlauf, der von ungemein schwierigen äußeren Umständen geprägt war. Aber auch die unqualifizierte und teilweise sogar unzulässige Hilfestellung, die einigen Läufern zuteil kam, beeinflusste den Lauf erheblich. Corey war einer der wenigen Läufer, die nicht unterstützt wurden. Er verließ sich auf seine Fähigkeiten und seine Erfahrung, was ihm schließlich den zweiten Platz einbrachte.
Vier Tage nach dem Marathonlauf nahm Corey als Mitglied der Mannschaft von der Chicago Athletic Association am Mannschaftslauf über 4 Meilen teil. Neben den Läufern aus Chicago beteiligten sich nur noch Läufer aus New York City, die für den dortigen New York Athletic Club starteten. Zusammen mit James Lightbody, Frank Verner, Lacey Hearn und Sidney Hatch belegte Albert Corey mit seiner Mannschaft den zweiten Platz. Es wurde ein Lauf ausgetragen, an dem alle zehn Läufer (fünf für jede Mannschaft) teilnahmen. Die Mannschaftswertung erfolgte nach Platzziffern (Platz 1 = 1 Punkt; Platz 2 = 2 Punkte etc.). Für Corey war die Strecke zu kurz, um seine Stärken auszuspielen. Er startete deshalb lediglich, um die Mannschaft zu komplettieren, und er belegte dabei den neunten Platz noch vor seinem Mannschaftskameraden Hatch.
Das besondere an der Teilnahme von Albert Corey an den Olympischen Spielen in St. Louis ist seine französische Herkunft. Nur wenige Athleten wurden seinerzeit als offizielle Vertreter ihres Landes entsandt. Fast alle Sportler starteten für ihre Vereine, welche die Olympischen Spiele als prestigeträchtigen Wettkampf unter den Clubs betrachteten. Corey war somit Vertreter der Chicago Athletic Association, und als solcher wurde er in den Statistiken als US-Amerikaner geführt. Corey besaß zu jener Zeit aber noch nicht die amerikanische Staatsbürgerschaft und war der Nationalität nach ein Franzose. Auch in vielen Zeitungsartikeln jener Zeit sprach man von Corey als „Frenchman“.
Für die in heutiger Zeit an der Nationalität ausgerichteten Statistiken, wie Medaillenspiegel und Nationenwertungen, ist die französische Nationalität Coreys während der Olympischen Spiele 1904 nicht ohne Einfluss. Seine Teilnahme rechtfertigt die Feststellung, dass neben der Schweiz, Vereinigtes Königreich und Italien auch Frankreich zu den wenigen Ländern zählt, für die an allen Olympischen Sommer- und Winterspielen Sportler dieser Nationalität teilgenommen haben. Das Internationale Olympische Komitee (IOC) hat diese Erkenntnis jedoch in ihren veröffentlichten Siegerlisten und im Medaillenspiegel bislang unzureichend berücksichtigt. Während Corey bei seiner Marathonteilnahme weiterhin als US-Amerikaner geführt wird, wird die Mannschaftsmedaille als Gemischte Mannschaft gewertet.
Platzierungen bei Olympischen Spielen:
- III. Olympische Spiele 1904, St. Louis
  - Marathon – Silber mit 3:34:52 h (Gold an Thomas Hicks aus den USA mit 3:28:53 h; Bronze an Arthur Newton aus den USA mit 3:47:33 h)
  - 4 Meilen Mannschaft – Silber mit der Mannschaft Chicago Athletic Association (Gold an New York Athletic Club, USA)

Der Erfolg von Albert Corey im Marathonlauf erregte in Chicago und Umgebung starkes Aufsehen. Der Illinois Athletic Club organisierte 1905 einen eigenen Marathonlauf über 25 Meilen, der jährlich ausgetragen werden sollte und als Konkurrenz zum Boston-Marathon gedacht war. Albert Corey, den man als Star dieser Veranstaltung vorgesehen hatte, beteiligte sich von 1905 bis 1908 an diesem Lauf, war jedoch nur im Jahr 1908 siegreich und belegte 1907 den zweiten Platz.
Corey beschränkte sich jedoch nicht auf die seinerzeit üblichen 25 Meilen eines Marathonlaufes, er unternahm auch ultralange Läufe. 1905 versuchte er sich am Rekord von Dan O’Leary über eine Distanz von 90 Meilen zwischen Milwaukee und Chicago, verfehlte mit seiner Zeit von 23 Stunden 10 Minuten allerdings den Rekord um mehr als 5 Stunden. 1907 jedoch absolvierte er zwischen den beiden Städten eine Strecke von 91,6 Meilen in 18 Stunden 37 Minuten, eine Zeit, die erst 1916 von Sidney Hatch, seinem Mannschaftskameraden im olympischen Mannschaftslauf von 1904, unterboten werden konnte.
Coreys Absicht, an den Olympischen Spielen 1908 in London teilzunehmen, bedurfte einer vorherigen Qualifikation. 1908 begann man in den USA mit regelmäßigen Ausscheidungswettkämpfen für die Teilnahme an Olympischen Spielen. Für diese in der gegenwärtigen Zeit als US-Trials bekannten Wettkämpfe hatte man beim Marathonlauf zwei Veranstaltungen mit Strecken über 25 Meilen vorgesehen, den Boston-Marathon und den Missouri Athletic Club Marathon in St. Louis. Albert Corey beteiligte sich am letztgenannten und wurde trotz einer persönlichen Bestzeit von 2:38:47 h über diese Streckenlänge nur Vierter und verpasste damit seine Chance.
Nach dieser Enttäuschung entschied sich Corey, ins Lager der professionellen Läufer zu wechseln. Im Januar 1909 bestritt er einen Wettkampf im Marathonlauf gegen Dorando Pietri, den unglücklich disqualifizierten Ersten des olympischen Marathonlaufs 1908 in London. Pietri hielt sich 1909 in den Vereinigten Staaten auf, um sich mit einer Reihe von Revanchewettkämpfen für seinen verpassten Olympiasieg zu rehabilitieren. Die Läufe, so auch der gegen Corey, wurden in einer Halle ausgetragen, wobei die Streckenlänge exakt der Länge von 42,195 km des olympischen Marathonlaufs von London entsprach. Es waren ausschließlich Duelle von nur zwei Läufern. Corey war gegen Pietri chancenlos und verlor den Wettkampf mit einem fast unglaublichen Rückstand von über elf km. Trotz dieses enormen Rückstands brach er den Lauf jedoch nicht ab, sondern lief die komplette Strecke durch.
Die letzte Kunde von Corey ist seine Teilnahme am 6-Tage-Lauf im Madison Square Garden in New York City vom 8. bis 14. März 1909, ein sehr beachteter Wettbewerb mit starker internationaler Beteiligung. Man startete mit Teams bestehend aus zwei Läufern und wechselte sich nach belieben ab. Coreys Laufpartner war Peter Hegelman, ein erfahrener Läufer über lange Distanzen. Zusammen erreichten sie den sechsten Platz mit einer Laufleistung von 1045 km.